# Habitatge al carrer Major, 33 (l'Hospitalet de Llobregat)
L'habitatge al carrer Major número 33 de l'Hospitalet de Llobregat (Barcelonès) és un edifici modernista protegit com a bé cultural d'interès local.

## Descripció
És una casa de planta baixa i un pis que fa cantonada. A la planta baixa s'obre l'aparador de la botiga a les dues façanes; aquí hi ha un treball en fusta i vidre, jugant amb les línies corbes, d'inspiració modernista. En el pis superior es troba una obertura decorada amb una motllura amb relleus vegetals i la llinda té un medalló central i decoració vegetal. Aquesta porta dona pas a un balcó de forma semicircular amb la barana de ferro forjat amb decoració vegetal i floral; aguanta el balcó una mènsula semicircular amb un medalló que porta la data "1904" inscrita. Aquest nivell té el parament de maó vist i a les cantonades hi ha pilastres encoixinades.
Coronant l'edifici hi ha quatre cartel·les que aguanten el ràfec d'una cornisa sobre la qual es troba un coronament de forma ondulant, rematada amb tres flors i l'escut de la Mancomunitat de Catalunya al centre.

## Història
L'any 1883, aprofitant el pas al comú de l'Hort del Rector, es va iniciar el primer eixample de l'Hospitalet. Es construí l'ajuntament, un mercat i unes escoles i es passà a urbanitzar els carrers propers. Un d'ells és el carrer Príncep de Bergara, a la cantonada del qual amb el carrer Major es construí aquesta casa. La majoria d'aquestes construccions estan bastides sobre restes medievals, ja que el carrer era el camí ral, que s'edificà paral·lelament al barri del Xipreret cap als segles xvi i xvii.